# Charles Lauwereyns de Roosendaele de Diepenheede

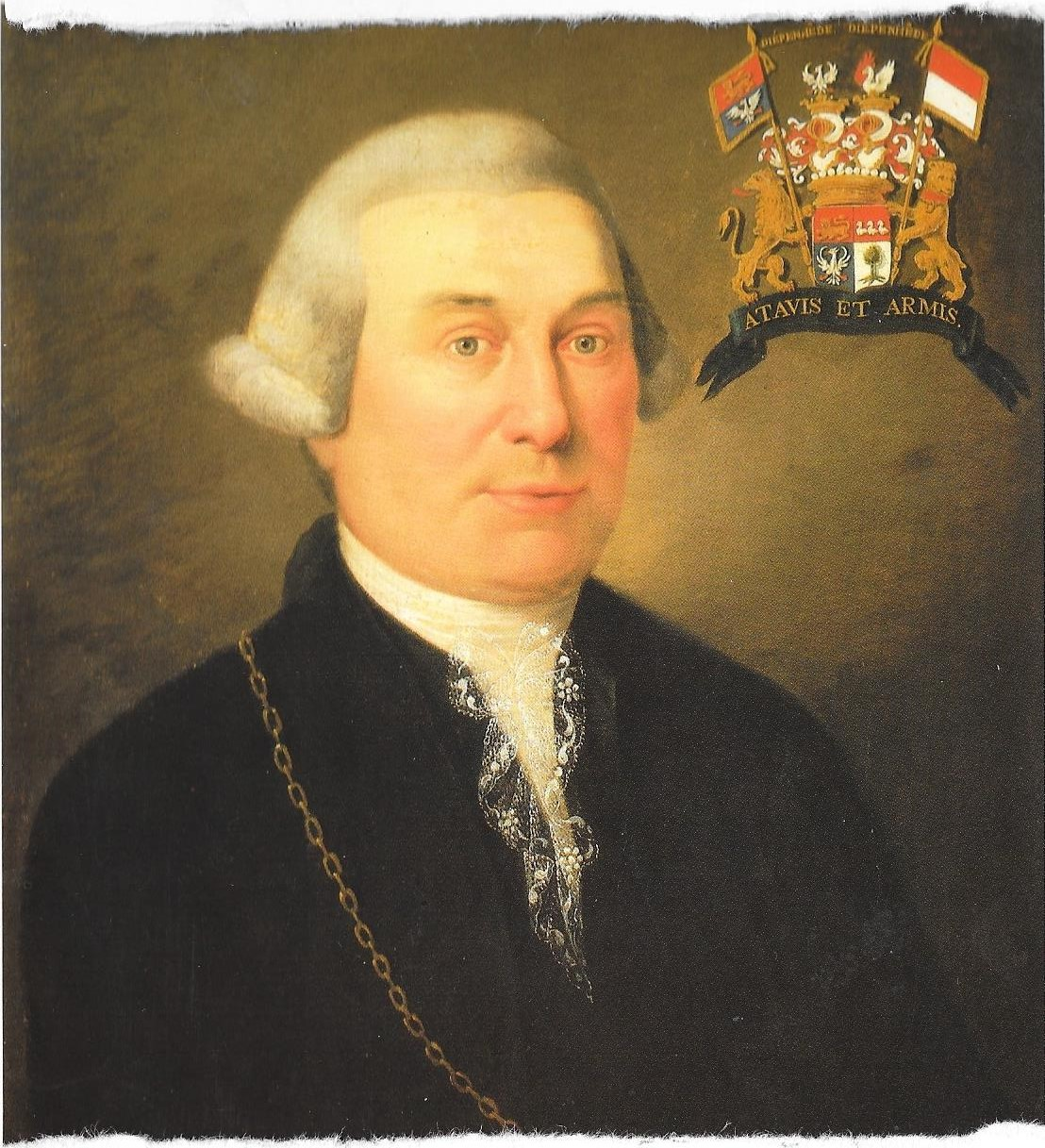
Portret van Charles Lauwereyns door Jean-Bernard Duvivier (Museum van de Potterie, Brugge)

Charles Pierre Joseph Xavier Lauwereyns de Roosendaele de Diepenheede (Sint-Winoksbergen, 2 september 1724 - Brugge, 3 juni 1789) was een Zuid-Nederlands edelman en schepen van de stad Brugge.

## Familie
Charles-Pierre Lauwereyns, heer van Roosendaele, Diepenhede, Rompoorte, Zuydcote, Monswalle, was een kleinzoon van Charles-François Lauwereyns (1660-1728) die in 1719 in Parijs bevestiging van adel had bekomen. Hij was de enige zoon van Charles-Joseph Lauwereyns (1692-1749), raadpensionaris en griffier van de stad en de kasselrij van Sint-Winoksbergen, en van Thérèse de la Villette (1692-1725). Zijn vader hertrouwde in 1728 met Catherine Daeten (1707-1796) en het echtpaar kreeg dertien kinderen, onder wie:
- Marie-Josèphe Lauwereyns (1729-1793), die trouwde met François-Joseph de Jacob d'Ogny (1703-1770), schepen van het Brugse Vrije.
- Jeanne-Bernardine Lauwereyns (1730-1810), die priorin werd van de abdij van Ravensberge.
- Alexandre Lauwereyns (1733-1765), die advocaat werd in Brugge.
- Emmanuel-François Lauwereyns (1737-1764), die jezuïet werd in Ieper.
- Françoise Lauwereyns (1738-1829), die trouwde met raadpensionaris Nicolas Vernimmen (1741-1806), onder het Consulaat maire van Sint-Winoksbergen.
- Louis-Xavier Lauwereyns (1739-1765), die monnik werd in de abdij Sint-Bertinus in Sint-Omaars.
- Joseph-Bernard Lauwereyns (1745-1821), die advocaat en schepen werd in Sint-Winoksbergen, en trouwde met Anne Herwyn.

## Jeugd
Na lagere en middelbare studies, wellicht in Sint-Winoksbergen, zo niet in Dowaai of Sint-Omaars, werd Charles Lauwereyns 'mousquetaire gris' en kapitein in een koninklijk dragonderregiment. Daarna ondernam hij studies in de rechten en na tot licentiaat te zijn gepromoveerd, vestigde hij zich in 1747 als advocaat in Dowaai.
Vanaf 1749-1750 verhuisde hij naar Brugge. Hij trouwde in 1751 met zijn nicht Marie-Caroline van der Haeghen (1734-1798), dochter van Jean-Baptiste van der Haeghen, schepen en 'eerste majoor' van Brugge, en van Marie-Isabelle d'Hooghe de la Gauguerie. Het echtpaar ging in de Kuipersstraat wonen. Ze kregen negen kinderen, van wie er vier vroeg stierven.

## Politieke loopbaan
Dankzij de steun van enkele belangrijke leden van zijn schoonfamilie, begon Lauwereyns aan een politieke loopbaan in Brugge:
- 1752: raadsheer van de stad en aanvaard als poorter van Brugge,
- 1754: 8ste schepen van de stad,
- 1766: 5de schepen van de stad,
- 1769: 4de schepen van de stad,
- 1784: 3de schepen van de stad,
- 1788: ontslag als schepen en zetel in de oud-schepenenbank.

## Verenigingsleven
Zodra in Brugge gevestigd, stortte Lauwereyns zich in het sociale leven en deed dit, op vele terreinen, tot aan zijn dood. Sommige activiteiten waren gekoppeld aan het schepenambt, andere aan zijn ambitie om aan het maatschappelijk leven deel te nemen, nog andere gaven blijk van zijn vroomheid en godsdienstige overtuiging. Enkele activiteiten:
- 1750: lid van de rederijkerskamer van de H. Geest; in 1751: zorger of bestuurslid; in 1760: deken; in 1761: proost; in 1772: deken; in 1773: proost; in 1788: proost.
- 1750: lid van de confrérie van rechtsgeleerden Sint-Ivo.
- 1751: lid van de schuttersgilde Sint-Joris (Oudhof); in 1767: bestuurslid; in 1768: deken; in 1769: hoofdman.
- 1751: lid van de schuttersgilde Sint-Sebastiaan in Sint-Michiels; in 1755: bestuurslid.
- 1753: lid van de Edele Confrérie van het Heilig Bloed; in 1754: 'jonge zorger'; in 1765: proost; in 1767: 'oude zorger'.
- 1753: armenmeester van de Onze-Lieve-Vrouweparochie (ontslag in 1774).
- 1753: lid van de Confrérie van de Drogen Boom; in 1767: proost.
- 1755: confrater van de Koninklijke Academie voor schilder- en beeldhouwkunst; in 1771: bestuurslid.
- 1755: medestichter en lid van de 'Confrérie van het Concert'.
- 1756: lid van de schuttersgilde Sint-Joris (Jonghof).
- 1760: voorzitter van het Corpus Medicum.
- 1765: stichter La Parfaite Egalité
- 1767: voogd van de 'donkere kamer' in de gevangenis.
- 1768: medestichter en bestuurder van de breifabriek voor visnetten.
- 1770: lid van de schuttersgilde Sint-Sebastiaan (Carmersstraat).
- 1777: lid van de schuttersgilde van de Vrije Archiers (Sint-Kruis).
- 1777: permanente gouverneur van de Berg van Charitate; in 1788: voorzitter.
- 1783: voogd van de Potterie.
- 1783: lid van de confrérie Onze-Lieve-Vrouw Onbevlekt Ontvangen.
- 1784: lid van de schermersgilde Sint-Michiel.
- 1786: stichtend lid van de Société Littéraire.

## Vrijmetselaar
Tussen alle andere activiteiten in, interesseerde Lauwereyns zich ook voor de vrijmetselarij. In 1765 stichtte hij in Brugge de loge La Parfaite Egalité en hij werd er de achtbare meester van. Hij bleef de leider van deze werkplaats, tijdens de circa tien jaar van haar bestaan. Het twintigtal leden van deze loge waren allen op een of andere manier aan Lauwereyns verbonden, onder meer als familieleid, als buurman of als streekgenoot afkomstig uit Frans-Vlaanderen.
In 1766 werd hij Rozenkruiser. Hij nam deel aan de activiteiten van de Provinciale grootloge. In 1770 werd hij 'Grand Porte-Glaive', in 1772 'Second Grand-Surveillant' en in 1772 'Premier Grand Surveillant'. In 1771 organiseerde hij in Brugge het provinciaal convent van de loges in de Oostenrijkse Nederlanden. Nadien begon de vrijmetselaarsijver te verzwakken en tegen 1774 was de Brugse loge ingeslapen. 

## Gezin
Van de kinderen die de volwassen leeftijd bereikten, vermelden we:
- Jean-Baptiste Lauwereyns (1752-1818), die in 1768 'majoor' werd van de stad Brugge. Volgens kanunnik Pierre de Molo schreef hij een aantal historische en heraldische werken die in manuscript bleven, met onder meer een genealogisch werk in 32 volumes. Bij de vaststelling dat zijn broers zonder mannelijke afstammelingen bleven, trouwde hij in 1813 met de 28 jaar jongere Philippine de Brulois, met wie hij drie kinderen had.
- Alexander-Joseph Lauwereyns (1757 - na 1806), was cadet in het regiment van Murray, werd in 1784 raadslid van Brugge en bleef dit ook tijdens de Brabantse Omwenteling. De Oostenrijkers benoemden hem niet opnieuw. In 1792 was hij een van de 'voorlopige vertegenwoordigers' tijdens de eerste Franse overheersing. Tijdens de laatste Oostenrijkse tijd werd hij in 1793 4de schepen van Brugge en, nadat hij geweigerd had, aanvaardde hij wat later dan toch een benoeming tot 5de schepen. De terugkeer van de Fransen betekende het einde van zijn politieke carrière in Brugge. In 1806 werd hij vrederechter in Nieuwpoort. Hij was getrouwd met Marie-Claire de Blende (°1763). Hun enige zoon, Pierre, stierf in 1809 in Antwerpen, waar hij foerier was in een infanterieregiment.
- François-Xavier Lauwereyns (1758-1824) werd priester gewijd in 1782 en in 1786 promoveerde hij tot licentiaat in de rechten. In 1792 werd hij benoemd tot proost van de Onze-Lieve-Vrouwekerk, de hiërarchisch tweede ereplaats in het bisdom Brugge, na de bisschop. Toen in 1793 de vertegenwoordigers van de Franse republiek de meest waardevolle stukken in zijn kerk kwamen opeisen, had hij ervoor gezorgd dat ze 'verdwenen' waren. Daarop dook hij onder, na geweigerd te hebben de eed van trouw aan de republiek af te leggen. Nadat de rust was teruggekeerd bleef hij nog twee decennia een rustig leven leiden in de Naaldenstraat.
- Jacques-Ange Lauwereyns de Diepenheede (1770-1830).

## Overlijden
Lauwereyns stierf op 3 juni 1789 en werd, na de uitvaart in Brugge, met een fakkeltocht begeleid naar Oostkamp, waar hij in een familiegraf werd bijgezet.
In april 1790 werd zijn aanzienlijke boekenverzameling geveild.
In 1876 was de familie uitgedoofd.